# HAPPY PARTY TRAIN
- ラブライブ! > ラブライブ!サンシャイン!! > Aqours > HAPPY PARTY TRAIN

「HAPPY PARTY TRAIN」（ハッピーパーティートレイン）は、Aqoursの楽曲。同グループの3rdシングルとして2017年4月5日にLantisから発売された。

## 概要

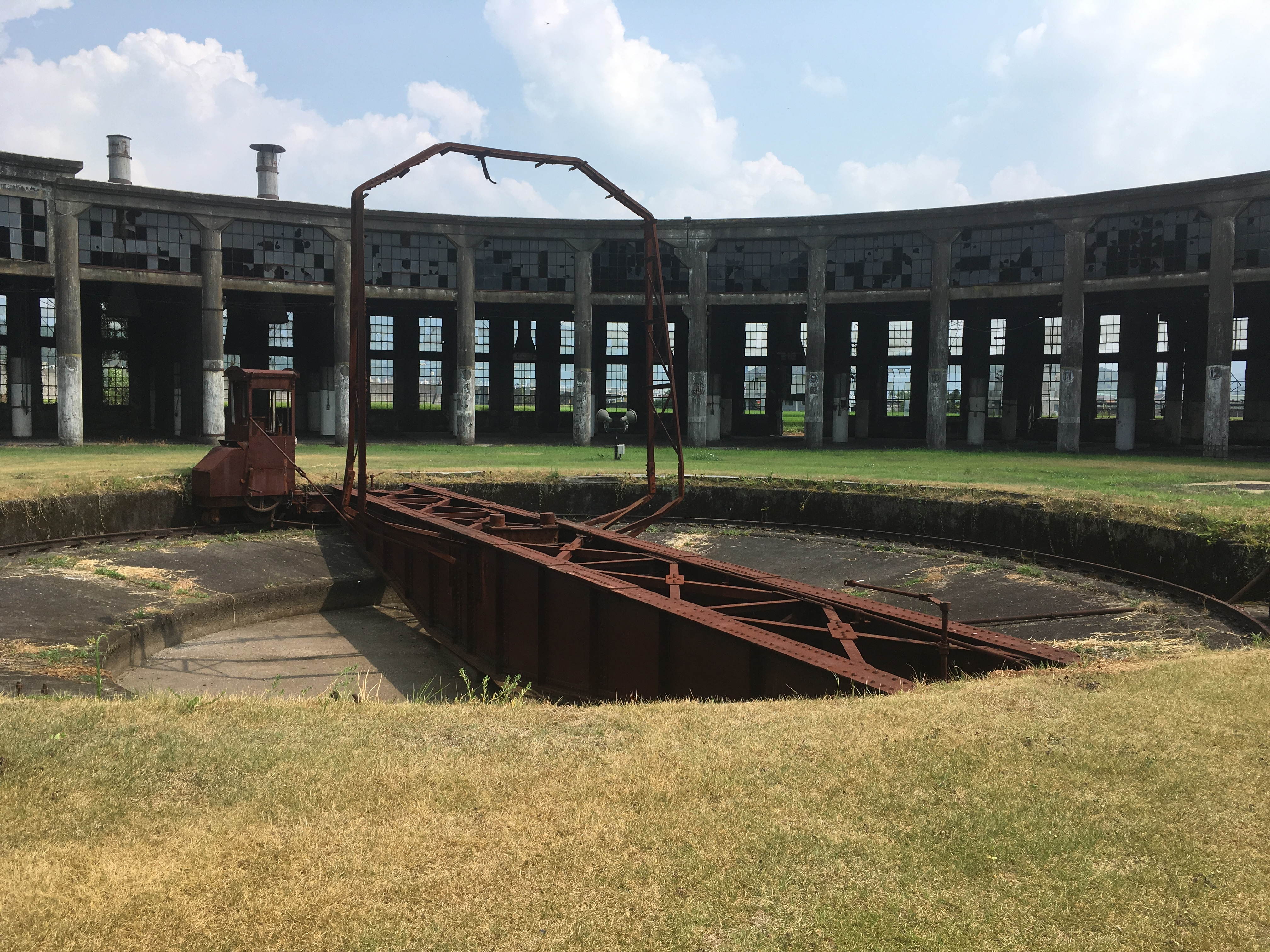
ダンスシーンで登場した豊後森機関庫。

前作「ジングルベルがとまらない」から約5か月ぶりのリリースとなる。BD同梱盤とDVD同梱盤の2種類が発売される。CDには表題曲の「HAPPY PARTY TRAIN」とカップリング曲2曲およびボイスドラマが、BD・DVDには「HAPPY PARTY TRAIN」のアニメーションPVが収録される。
表題曲「HAPPY PARTY TRAIN」のセンターは松浦果南が担当。アニメーションPVでは、伊豆箱根鉄道駿豆線の車両に乗る果南を中心としたストーリーが展開されている。また、ダンスシーンのモデルとなった場所は大分県玖珠郡玖珠町にある旧豊後森機関庫だとされている。
ニコニコ生放送、バンダイチャンネル、LINE ライブで3月3日に放送された「Aqoursニコ生課外活動 〜Aqoursだよ！いち、に、のサンシャイン!!〜」にて、アニメーションPV、楽曲の一部分が解禁された。
初回生産分には、”HAPPY PARTY TRAIN”カード（全9種）がランダムで1枚封入される。
キャッチコピーは「新しいみんなで叶える物語」。

## チャート功績
4月4日付のオリコンデイリーランキングでは2.4万枚を売り上げて2位にランクイン。Aqoursの作品としては初日売り上げの最高枚数を記録した。4月17日付のオリコン週間ランキングでは5.5万枚を売上げ2位にランクイン。1stシングル「君のこころは輝いてるかい?」の4.8万枚を上回り、当時の自身最高初動枚数記録を更新した。また、アニメ週間チャートにおいては8作連続となる1位を獲得した。
ビルボードにおいてもHot Animationにおいて3作連続で1位を獲得した。

## シングル収録内容
| 全作詞: 畑亜貴。 |                                            |           |                          |                       |       |
| #                | タイトル                                   | 作詞      | 作曲                     | 編曲                  | 時間  |
| 1.               | 「HAPPY PARTY TRAIN」                      | 畑亜貴    | 渡辺拓也                 | EFFY                  | 4:37  |
| 2.               | 「SKY JOURNEY」                            | 畑亜貴    | 早川博隆                 | 早川博隆              | 4:04  |
| 3.               | 「少女以上の恋がしたい」                   | 畑亜貴    | TAKAROT イワツボコーダイ | TAKAROT Shinji Tanaka | 4:51  |
| 4.               | 「HAPPY PARTY TRAIN」(Off Vocal)           | 畑亜貴    |                          |                       | 4:38  |
| 5.               | 「団結！私たちのサバイバル」(ボイスドラマ) | 畑亜貴    |                          |                       | 12:32 |
| 6.               | 「怪奇！真夜中のミステリー」(ボイスドラマ) | 畑亜貴    |                          |                       | 21:49 |
| 7.               | 「奇跡！未来へのトレジャー」(ボイスドラマ) | 畑亜貴    |                          |                       | 16:18 |
| 合計時間:        | 合計時間:                                  | 合計時間: | 合計時間:                | 68:49                 |       |

| #  | タイトル                                | 作詞 | 作曲・編曲 |
| -- | --------------------------------------- | ---- | ---------- |
| 1. | 「HAPPY PARTY TRAIN」(アニメーションPV) |      |            |

## PVスタッフ
- 企画 - サンライズ
- 原作 - 矢立肇
- 原案 - 公野櫻子
- 監督・絵コンテ - 酒井和男
- 演出 - 酒井和男、遠藤広隆
- キャラクターデザイン・総作画監督 - 室田雄平
- メインアニメーター - 藤井智之、平山円
- 作画監督 - 尾尻進矢、鈴木勇
- ライブパート作画監督 - 後藤望、永富浩司、渡邊敬介
- 美術監督 - 東潤一
- セットデザイン - 高橋武之
- 色彩設計 - 横山さよ子
- CGディレクター - 黒崎豪
- CGプロデューサー - 小石川淳
- 3DCGI - サブリメイション
- 撮影監督 - 杉山大樹
- 編集 - 今井大介
- 音響監督 - 長崎行男
- 音楽制作 - ランティス、サンライズ音楽出版
- 音楽プロデューサー - 伊藤善之
- プロデューサー - 平山理志、大久保隆一
- 振付 - 石川ゆみ
- 製作 - プロジェクトラブライブ！サンシャイン!!（サンライズ、ランティス、KADOKAWA アスキー・メディアワークス）

## 西武鉄道グループによる各種展開

### ラッピング電車
本作品の発売を記念して4月8日から、伊豆箱根鉄道では2本目となる「ラブライブ!サンシャイン!!ラッピング電車」が駿豆線で運行されている。ラッピングには駿豆線・大場工場所属3000系・3506編成が使用され、一日に2 - 11往復する。
また、伊豆箱根鉄道の親会社である西武鉄道も、2017年9月29日、30日の2日間に西武ドームで開催されたコンサートに合わせ、9月16日から10月15日までの期間、小手指車両基地所属10000系ニューレッドアロー・第9編成に本作品をテーマとしたラッピングを施し、西武池袋線・秩父線系統の特急「ちちぶ」・「むさし」にて運行された。

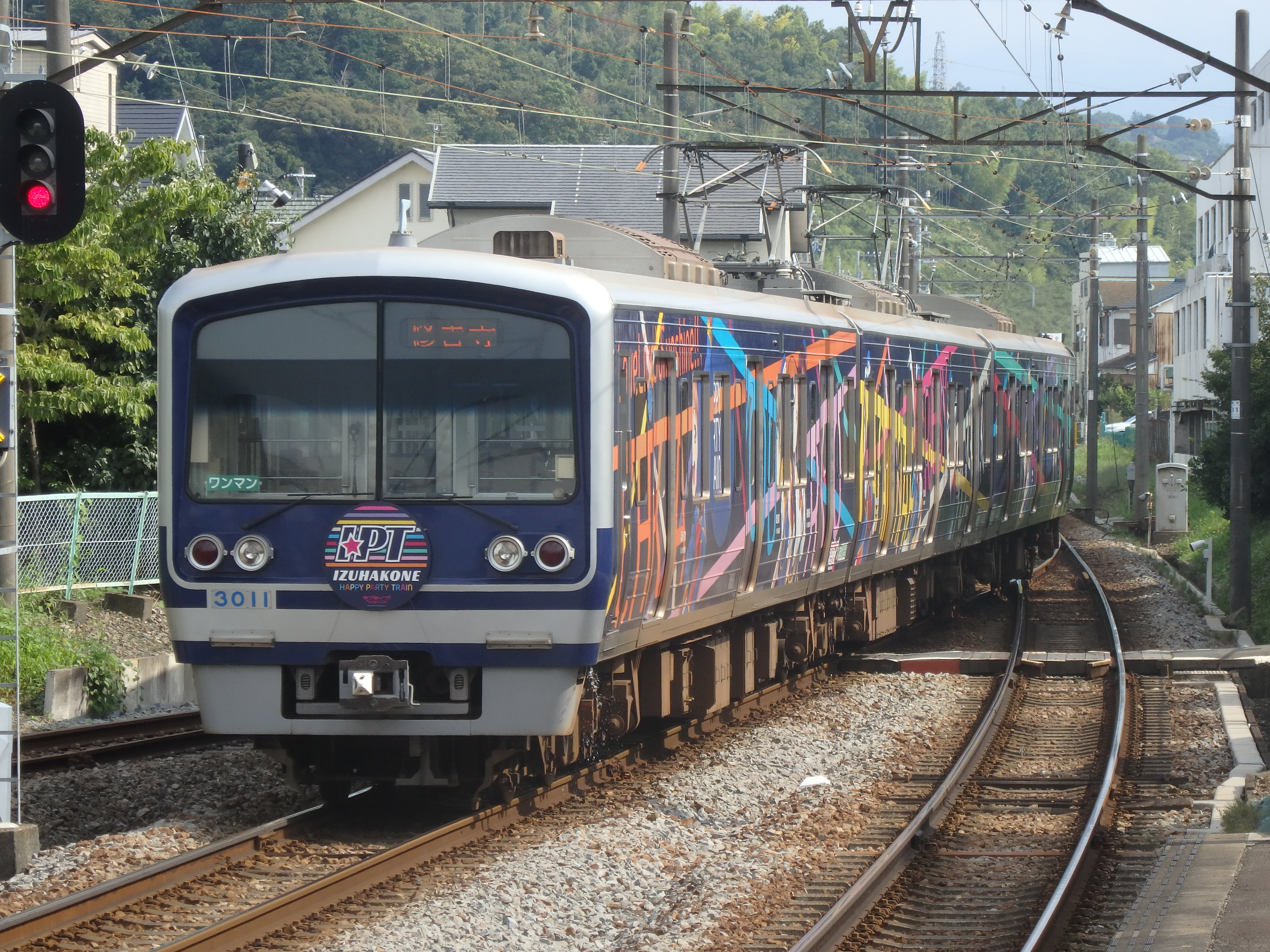
ラッピングを施された 伊豆箱根鉄道3000系・3506編成
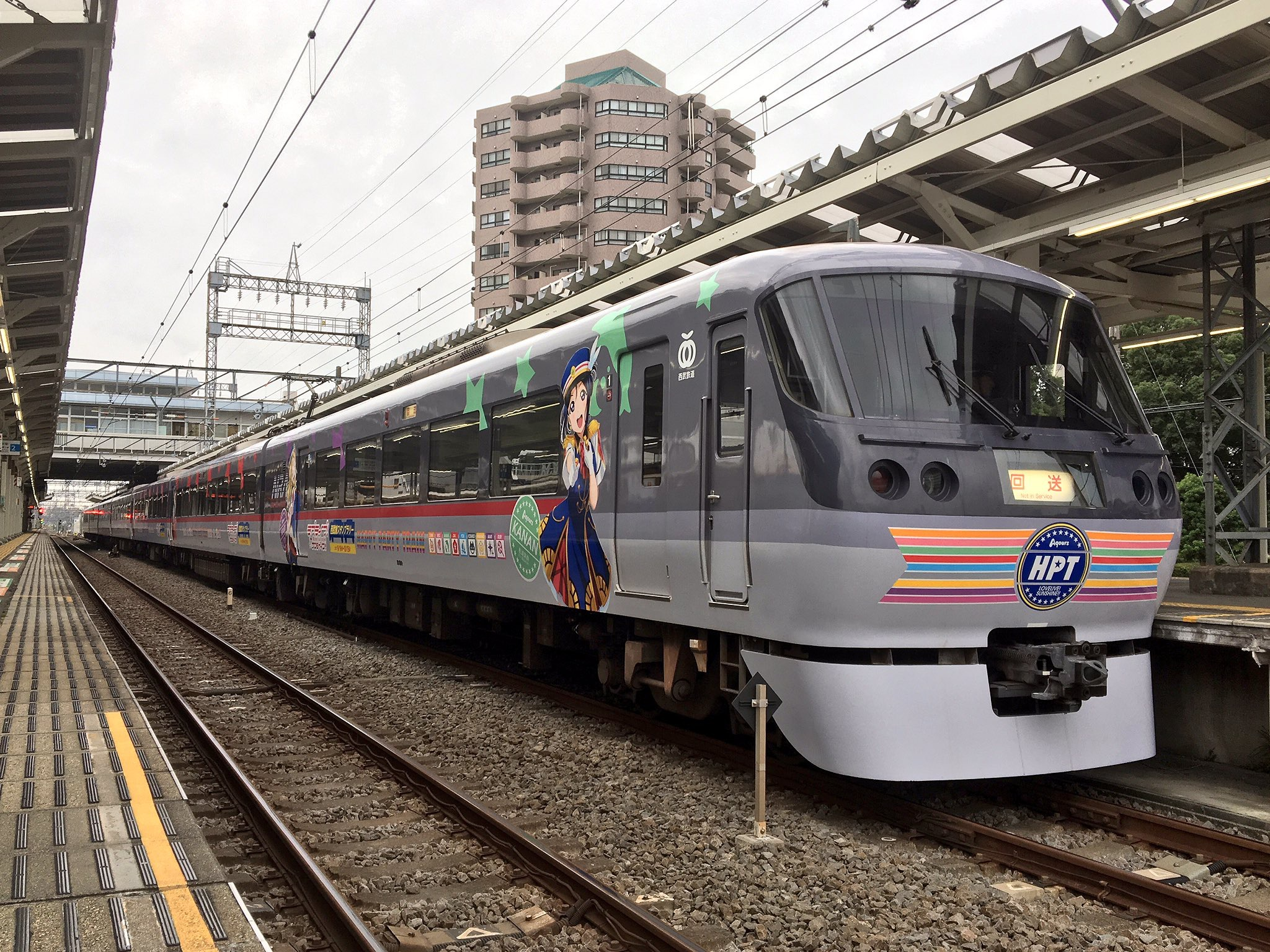
ラッピングを施された 西武鉄道10000系第9編成

### 発車メロディ
2019年1月4日の劇場版公開に合わせ、2018年12月13日より駿豆線三島駅の発車予告音を同曲に変更している。
ただし、三島駅駿豆線ホームはJR東海の施設に隣接しているため、東海道新幹線を利用する通勤通学客への配慮から、通勤通学時間帯を避けて10時から15時までの間に発車する列車（東京発・修善寺発ともに東海道本線ホームから発車する特急「踊り子」を除く）で使用される。